# Pallacanestro Trieste 2004 2014-2015
Questa voce raccoglie le informazioni riguardanti la Pallacanestro Trieste nelle competizioni ufficiali della stagione 2014-2015.

## Stagione
La Pallacanestro Trieste 2004 ha disputato la Serie A2 Gold terminando al 7º posto la stagione regolare. Nei play-off ha superato negli ottavi di finale Ferrara venendo poi eliminata nei quarti da Brescia.

## Roster
|    | Naz.                   | Ruolo | Sportivo             | Anno | Alt. |  | Note |
| -- | ---------------------- | ----- | -------------------- | ---- | ---- |  | ---- |
| 4  | Italia (bandiera)      | GA    | Andrea Coronica      | 1993 | 188  |  |      |
| 5  | Italia (bandiera)      | GA    | Massimiliano Fossati | 1993 | 194  |  |      |
| 6  | Italia (bandiera)      | P     | Matteo Norbedo       | 1997 | 170  |  |      |
| 7  | Italia (bandiera)      | G     | Stefano Tonut        | 1993 | 192  |  |      |
| 8  | Italia (bandiera)      | A     | Samuel Zidaric       | 1998 | 195  |  |      |
| 9  | Italia (bandiera)      | GA    | Daniele Mastrangelo  | 1991 | 189  |  |      |
| 11 | Italia (bandiera)      | A     | Giacomo Norbedo      | 1995 | 201  |  |      |
| 12 | Stati Uniti (bandiera) | P     | Issiah Grayson       | 1991 | 180  |  |      |
| 13 | Italia (bandiera)      | C     | Francesco Candussi   | 1994 | 211  |  |      |
| 14 | Italia (bandiera)      | P     | Marco Carra          | 1980 | 185  |  |      |
| 15 | Italia (bandiera)      | C     | Leonardo Marini      | 1995 | 205  |  |      |
| 16 | Stati Uniti (bandiera) | C     | Murphy Holloway      | 1990 | 201  |  |      |
| 17 | Italia (bandiera)      | G     | Roberto Prandin      | 1986 | 188  |  |      |